# Християн Гюйгенс
Христия́н Гю́йгенс, або Христия́н Гю́йґенс, також Хрістіан Гюйгенс (нід. Christiaan Huygens, МФА: [ˈkrɪstijaːn ˈɦœy̯ɣə(n)s], також пишеться як Huyghens; лат. Hugenius; 14 квітня 1629, Гаага, Нідерланди — 8 липня 1695, Гаага, Нідерланди) — нідерландський математик, фізик, інженер, астроном і винахідник, одна з ключових постатей наукової революції XVII століття. Винайшов маятниковий годинник, вдосконалив конструкцію телескопа, відкрив кільця Сатурна і його супутник Титан, був одним з піонерів досліджень хвильової теорії світла і теорії імовірностей, розробив механічну теорію пружних зіткнень.

## Життєпис

### Дитинство

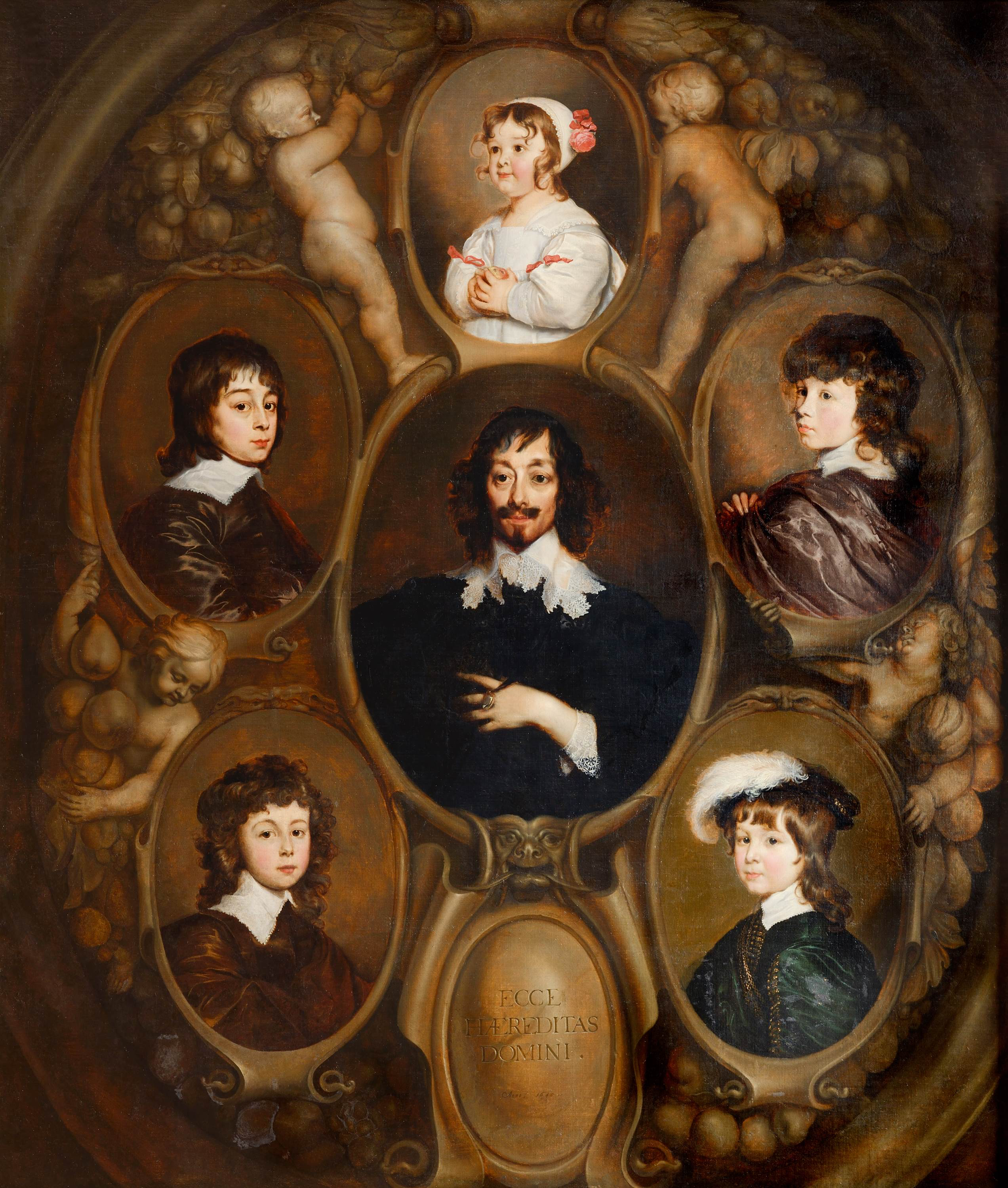
Константин із п'ятьма дітьми (Християн — у правому верхньому куті). Мауріцгейс, Гаага.

Християн Гюйгенс народився 14 квітня 1629 року в заможній і впливовій нідерландській родині в Гаазі. Він був другим сином Константина Гюйгенса. Ім'я Християн отримав на честь свого діда по батьковій лінії. Його мати, Сюзанна ван Берле, померла невдовзі після народження доньки Сюзанни. Подружжя мало п'ятьох дітей: Константина (1628), Християна (1629), Лодевейка (1631), Філіпса (1632) та Сюзанну (1637).
Константин Гюйгенс був дипломатом і радником при дворі Оранської династії, а також поетом і музикантом. Він багато листувався з інтелектуалами з усієї Європи, зокрема з Галілеєм, Мерсенном і Декартом. Християн до шістнадцяти років здобував освіту вдома і з дитинства полюбляв гратися мініатюрами млинів та інших механізмів. Батько забезпечив йому гарну освіту: він вивчав мови, музику, історію, географію, математику, логіку, риторику, а також займався танцями, фехтуванням і верховою їздою.
У 1644 році його вчителем математики став Ян Янс Стампіен, який запропонував 15-річному юнакові складну програму з тогочасної науки. Згодом Декарт високо оцінив його геометричні здібності, а Мерсенн назвав його «новим Архімедом».

### Студентські роки
У шістнадцять років батько відправив Християна до Лейденського університету, де той вивчав право й математику від травня 1645 до березня 1647 року. Франс ван Схаутен, професор Лейденської інженерної школи, став його приватним наставником (а також наставником його брата Константина), замінивши Стампіена за порадою Декарта. Він ознайомив Гюйгенса з працями Вієта, Декарта та Ферма.
Після двох років навчання, у березні 1647 року, Гюйгенс продовжив освіту в новоствореному Оранському коледжі в Бреді, де його батько був одним з кураторів. Константин Гюйгенс брав активну участь у діяльності коледжу. У Бреді Християн мешкав у домі юриста Йоганна Генріка Даубера, а заняття з математики відвідував у англійського викладача Джона Пелла. Його навчання завершилося в серпні 1649 року після інциденту з дуеллю за участю його брата Лодевейка. Після завершення навчання Гюйгенс взяв участь у дипломатичній місії разом із Генріхом Нассауським. Він відвідав Бентгайм і Фленсбург у Німеччині, а також Копенгаген і Гельсінгер у Данії. Планував перетнути протоку Ересунн і зустрітися з Декартом у Стокгольмі, однак смерть Декарта завадила цим планам.
Хоча батько прагнув бачити Християна дипломатом, обставини завадили цьому. Після початку першого періоду без штатгальтера 1650 року Оранська династія втратила владу, що позбавило Константина впливу. Крім того, він зрозумів, що син не цікавиться дипломатичною кар'єрою.

### Початок наукової кореспонденції

Зображення висячого ланцюга (ланцюгова лінія) в рукописі Гюйгенса

Гюйгенс зазвичай писав французькою або латиною. У 1646 році, ще навчаючись у Лейденському університеті, він розпочав листування з другом свого батька — Мареном Мерсенном, який помер невдовзі, у 1648 році. 3 січня 1647 року Мерсенн писав Константину про математичні здібності його сина.
Листи свідчать про ранню зацікавленість Гюйгенса математикою. У жовтні 1646 року він досліджував висячий міст і довів, що висячий ланцюг має не параболічну форму, як вважав Галілей. Згодом, у 1690 році, під час листування з Готфрідом Лейбніцем, він назвав цю криву ланцюгова лінія (лат. catenaria).
У 1647—1648 роках у листах до Мерсенна Гюйгенс торкався різноманітних тем, зокрема математичного доведення закону вільного падіння, критики твердження Грегуара де Сент-Вінсента про квадратуру круга, яке Гюйгенс спростував, а також проблем обчислення довжини еліпса, руху снарядів і вібрації струни. Деякі з тем, які хвилювали Мерсенна, зокрема циклоїда (він надіслав Гюйгенсу трактат Торрічеллі про цю криву), центр коливання та гравітаційна стала, зацікавили Гюйгенса лише пізніше, в другій половині XVII століття. Мерсенн також писав про теорію музики. Гюйгенс надавав перевагу середньотоновому строю; він експериментував із 31-ступеневим рівномірно темперованим строєм (відомим ще Франсіско де Салінсу) й застосовував логарифми для його подальшого дослідження та демонстрації його зв'язку з середньотоновим строєм.
У 1654 році Гюйгенс повернувся до батьківського дому в Гаазі й зміг повністю присвятити себе науковим дослідженням. Родина мала ще одну садибу неподалік — Гофвейк, де він проводив літні місяці. Попри активну діяльність, наукове життя не вберегло його від нападів депресії.
Згодом Гюйгенс налагодив широку мережу наукового листування, хоча після 1648 року вона ускладнилася через п'ятирічну Фронду у Франції. У 1655 році він відвідав Париж і представився Ісмаелю Буйо, який познайомив його з Клодом Мійоном. Паризьке коло науковців, що згуртувалося навколо Мерсенна, існувало й у 1650-х роках; Мійон, який виконував роль секретаря, доклав зусиль, щоб Гюйгенс залишався з ними на зв'язку. Через П'єра де Каркаві Гюйгенс у 1656 році листувався з П'єром Ферма, якого дуже поважав. Цей досвід був для Гюйгенса дещо спантеличливим, адже Ферма відійшов від активних досліджень, і деякі його пріоритети відкриттів було важко підтвердити. До того ж, Гюйгенс на той час прагнув застосовувати математику до фізики, тоді як Ферма зосереджувався на теоретичних питаннях.

### Науковий дебют

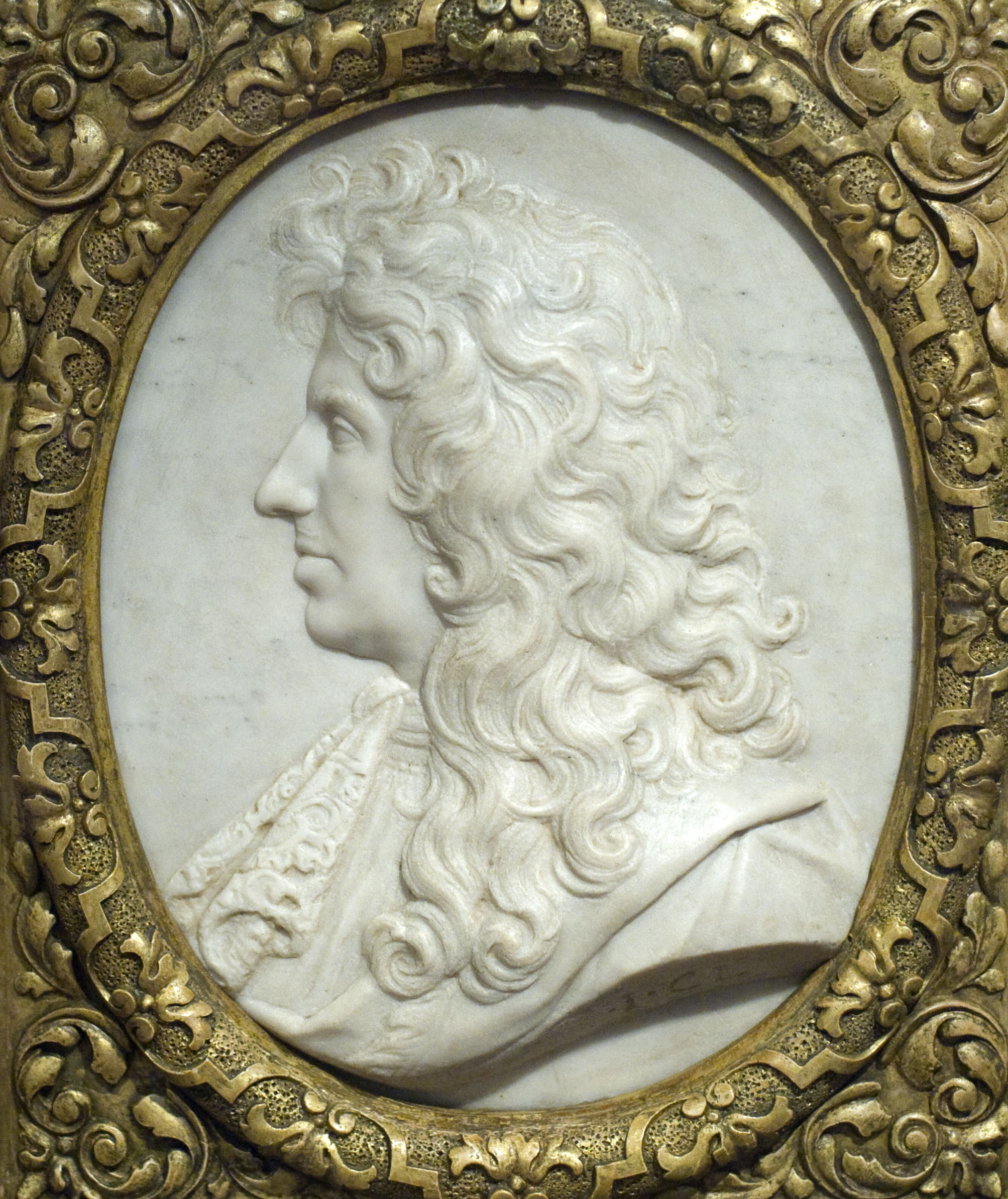
Християн Гюйгенс, рельєф роботи Жака Клеріона (бл. 1670)

Як і деякі його сучасники, Гюйгенс не поспішав публікувати результати своїх досліджень, надаючи перевагу їх поширенню через листування. На початку своєї наукової діяльності він отримував технічні зауваження від наставника Франса ван Схоутена, який також був обережним заради власної репутації.
У 1651—1657 роках Гюйгенс опублікував низку праць, які засвідчили його математичний талант і майстерне володіння класичною та аналітичною геометрією, що значно підвищило його авторитет серед математиків. Приблизно в цей самий період він почав критикувати закони зіткнення Декарта, які переважно були помилковими, та вивів правильні співвідношення спочатку алгебраїчно, а згодом і геометричним способом. Він довів, що для будь-якої системи тіл центр мас зберігає швидкість і напрямок, що Гюйгенс називав збереженням «кількості руху». У той час як інші вивчали зіткнення окремих тіл, його теорія була загальнішою. Ці результати стали відправною точкою для подальших дискусій у листах та короткій статті в «Журналь де Саван», однак вони лишалися маловідомими до публікації 1703 року трактату «Про рух тіл при зіткненні» (лат. De Motu Corporum ex Percussione).
Окрім праць з математики та механіки, Гюйгенс здійснив важливі наукові відкриття: у 1655 році він відкрив Титан, супутник Сатурна, у 1657 році винайшов маятниковий годинник, а у 1659 році пояснив незвичайний вигляд Сатурна наявністю кільця; ці відкриття принесли йому славу по всій Європі. 3 травня 1661 року Гюйгенс разом з астрономом Томасом Стрітом та Річардом Рівом спостерігали проходження Меркурія диском Сонця за допомогою телескопа Ріва в Лондоні. Після цього Стріт вступив у полеміку з Гевелієм щодо результатів спостереження, яку модерував Генрі Ольденбург. Гюйгенс передав Гевелію рукопис Джерімаї Горрокса про проходження Венери 1639 року, який уперше надрукували в 1662 році.
У тому ж році Роберт Морей передав Гюйгенсу таблицю смертності Джона Ґраунта, після чого він разом із братом Лодевейком почав вивчати питання середньої тривалості життя. Гюйгенс згодом побудував перший графік функції розподілу за припущення рівномірної смертності й застосував його для розв'язання задач про ануїтети. У цей самий період, граючи на клавесині, Гюйгенс зацікавився теоріями Сімона Стевіна щодо музики, хоча він майже не публікував своїх праць про консонанс, частина з яких була втрачена на кілька століть. За наукові досягнення Лондонське королівське товариство обрало Гюйгенса своїм членом у 1663 році, зробивши його своїм першим іноземним членом у той час, як йому було лише 34 роки.

### Франція

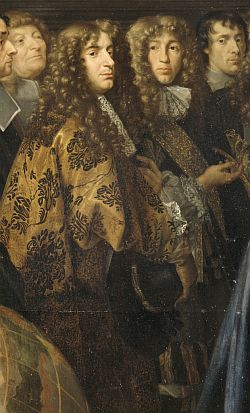
Гюйгенс — праворуч у центрі, на картині L'établissement de l'Académie des Sciences et fondation de l'observatoire, 1666 роботи Анрі Тестелена (бл. 1675 року)

Академія Монтмора, створена в середині 1650-х років, стала спадкоємицею гуртка Мерсенна після його смерті. Гюйгенс брав участь у її засіданнях і підтримував прихильників експериментальної перевірки як запобіжника проти дилетантства. У 1663 році він утретє відвідав Париж, а після закриття Академії Монтмора наступного року виступив за застосування більш беконіанського підходу до науки. Через два роки, у 1666, Гюйгенса запросили до Парижа обійняти керівну посаду в новоствореній Французької академії наук, заснованій за ініціативи короля Людовіка XIV.
Під час роботи в Академії Гюйгенс мав впливового покровителя та кореспондента — Жана-Батиста Кольбера, головного міністра Людовіка XIV. Його стосунки з Французькою академією були не завжди простими: у 1670 році, важко занедужавши, він доручив Френсісу Вернону в разі смерті передати його наукові записи Королівському товариству. Водночас події Франко-голландської війни (1672—1678), зокрема роль Англії в ній, могли погіршити його подальші стосунки з Королівським товариством. Представнику товариства Роберту Гуку не вистачило дипломатичності, аби владнати ситуацію у 1673 році.
Фізик і винахідник Дені Папен від 1671 року був асистентом Гюйгенса. Одним із їхніх проєктів був пороховий двигун — попередник двигуна внутрішнього згоряння, що використовував порох як паливо. Хоча цей проєкт і не дав безпосередніх результатів, він став важливою віхою в історії техніки. Гюйгенс також проводив астрономічні спостереження в Паризькій обсерваторії, завершеній у 1672 році.
Молодий дипломат Готфрід Вільгельм Лейбніц зустрівся з Гюйгенсом у Парижі 1672 року під час безуспішної місії до французького міністра закордонних справ Арно де Помпона. На той момент Лейбніц працював над своєю обчислювальною машиною. Від 1673 до 1676 року Гюйгенс вчив Лейбніца математиці, а потім між ними тривало жваве листування, хоча Гюйгенс спочатку скептично сприймав переваги аналізу нескінченно малих Лейбніца.

### Останні роки

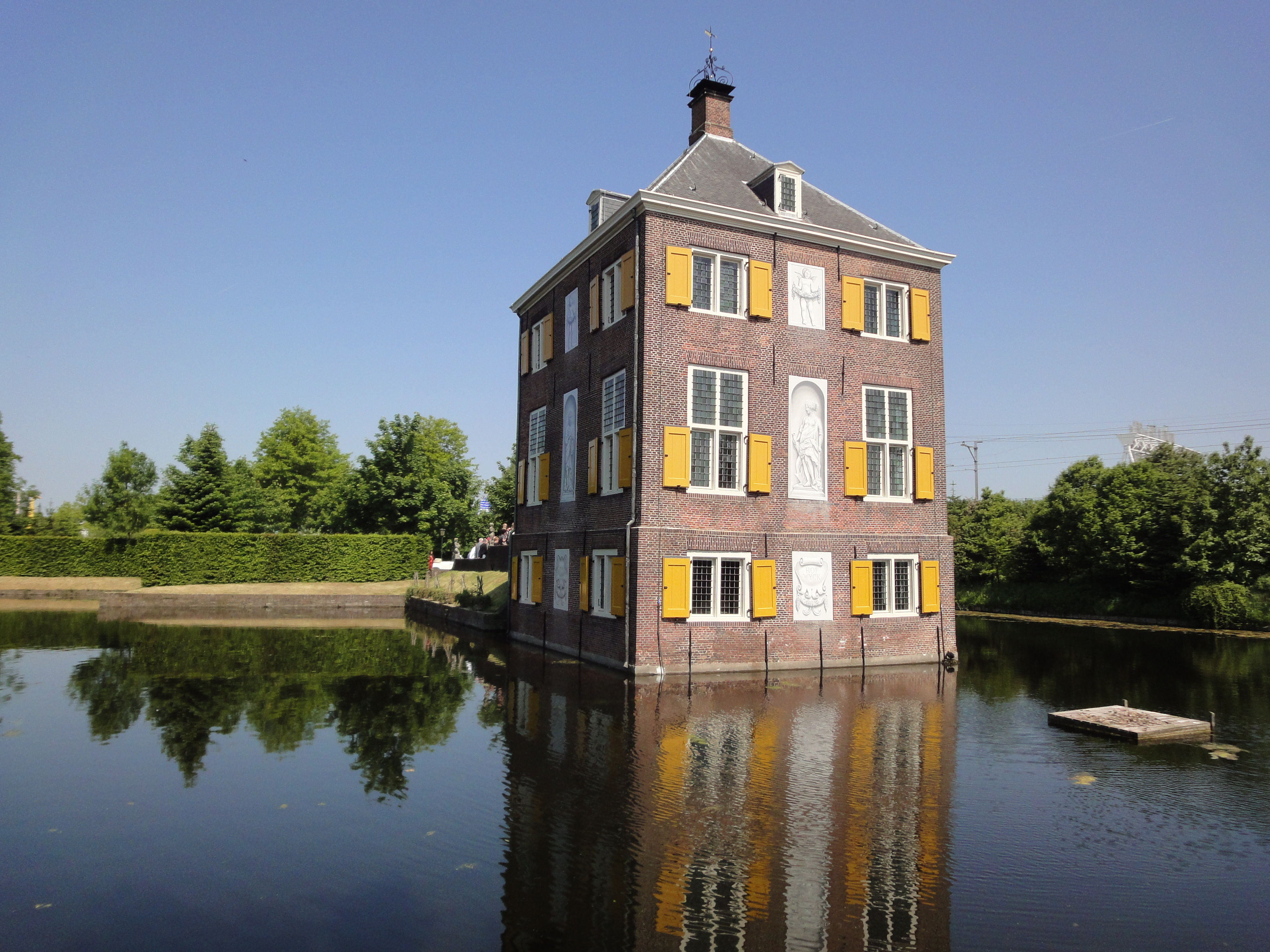
Гофвейк, літня резиденція Гюйгенса; нині — музей

У 1681 році, після чергового нападу важкої депресії, Гюйгенс повернувся до Гааги. У 1684 році він опублікував працю «Стисла астроскопія» (лат. Astroscopia Compendiaria) про свій новий телескоп без труби — безкорпусний телескоп. У 1685 році він намагався повернутися до Франції, але скасування Нантського едикту зробило це неможливим. У 1687 році помер його батько, і наступного року Гюйгенс оселився в успадкованому маєтку Гофвейк.
Під час свого третього візиту до Англії Гюйгенс особисто зустрівся з Ньютоном 12 червня 1689 року. Вони обговорювали ісландський шпат, а згодом листувалися щодо явища опору руху.
В останні роки життя Гюйгенс знову звернувся до математичних тем і в 1693 році спостерігав акустичне явище, яке нині відоме як фленджер. Два роки по тому, 8 липня 1695 року, Гюйгенс помер у Гаазі та був похований, як і його батько, у безіменній могилі в Гроте-Керк.
Гюйгенс ніколи не одружувався.

## Наукова діяльність

### Математика
Гюйгенс здобув своє перше міжнародне визнання завдяки математичним працям, опублікувавши низку важливих результатів, що привернули увагу багатьох європейських геометрів. У своїх опублікованих роботах Гюйгенс надавав перевагу методу Архімеда, хоча в особистих нотатках широко користувався аналітичною геометрією Декарта та інфінітезимальними методами Ферма.

#### «Теореми про квадратуру»

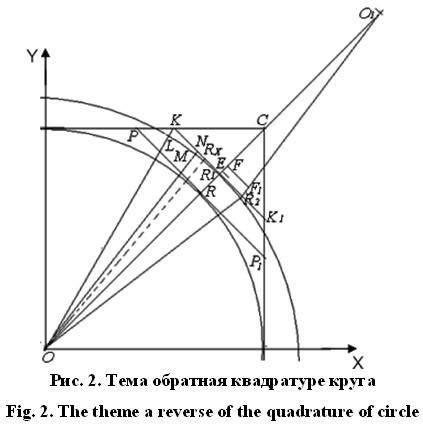
Перша публікація Гюйгенса була присвячена квадратурі.

Першою друкованою працею Гюйгенса був трактат «Теореми про квадратуру гіперболи, еліпса і кола» (лат. Theoremata de Quadratura Hyperboles, Ellipsis et Circuli), опублікований видавництвом Ельзевірів у Лейдені 1651 року. У першій частині викладено теореми для обчислення площ гіпербол, еліпсів і кіл, що відтворюють методи Архімеда у його дослідженнях конічних перерізів, особливо в праці «Квадратура параболи».
Гюйгенс довів, що центр тяжіння сегмента будь-якої гіперболи, еліпса або кола безпосередньо пов'язаний із площею цього сегмента. Він також показав взаємозв'язок між трикутниками, вписаними в конічні перерізи, та центрами тяжіння цих фігур. Узагальнивши теореми на всі конічні перерізи, Гюйгенс розширив класичні методи, здобувши нові результати.
У 1650-х роках науковці активно досліджували питання квадратури поверхонь та випрямлення кривих, і через Мілона Гюйгенс долучився до суперечки навколо Томаса Гоббса. Підкреслюючи свої математичні здобутки, він здобув міжнародне визнання.

#### «Нові відкриття щодо величини кола»
Наступною працею Гюйгенса була «Нові відкриття щодо величини кола» (лат. De Circuli Magnitudine Inventa), опублікована 1654 року. У цій роботі Гюйгенсу вдалося звузити інтервал між вписаними та описаними багатокутниками з «Вимірювання кола» Архімеда, показавши, що відношення довжини кола до діаметра або пі (π) повинно лежати в першій третині цього інтервалу.
Використовуючи техніку, еквівалентну екстраполяції Річардсона, Гюйгенсу вдалося скоротити нерівності, використані в методі Архімеда; зокрема, використовуючи центр тяжіння сегмента параболи, він наближав центр тяжіння сегмента кола, що дозволяло швидше та точніше обчислювати квадратуру кола. На основі цих теорем Гюйгенс отримав дві пари значень для π: перша — між 3,1415926 та 3,1415927, друга — між 3,1415926533 та 3,1415926538.
Гюйгенс також показав, що у випадку гіперболи використання наближень за допомогою параболічних сегментів дає простий і швидкий метод обчислення логарифмів. Наприкінці роботи він додав збірку розв'язків класичних задач під заголовком «Побудови деяких визначних задач» (лат. Illustrium Quorundam Problematum Constructiones).

#### «Про міркування в іграх випадку»
Гюйгенс зацікавився азартними іграми після візиту до Парижа у 1655 році, де він ознайомився з працями Ферма, Паскаля та Дезарга, які були створені за кілька років до того. Зрештою він опублікував роботу «Про міркування в іграх випадку» (лат. De Ratiociniis in Ludo Aleae), яка на той час стала найпослідовнішою математичною спробою пояснити азартні ігри. Оригінальний нідерландський рукопис переклав латиною Франс ван Схоотен, опублікувавши його у своїй праці «Математичні розвідки» (лат. Exercitationum Mathematicarum, 1657).
Ця праця містила ранні ідеї теорії ігор, зокрема розглядала задачу розділу ставки. Гюйгенс запозичив у Паскаля поняття «чесної гри» та справедливого контракту (тобто рівний поділ за рівних шансів) і розвинув це в нестандартну теорію математичного сподівання. Його успіх у застосуванні алгебри до випадкових явищ, які доти лежали поза межами математики, продемонстрував силу поєднання евклідових доведень із символічними міркуваннями, характерними для праць Вієта та Декарта.
Наприкінці книги Гюйгенс включив п'ять складних задач, які на наступні шістдесят років стали своєрідним тестом на математичну вправність у теорії ймовірностей.

#### Непублікована праця «Про тіла, що плавають на рідині»

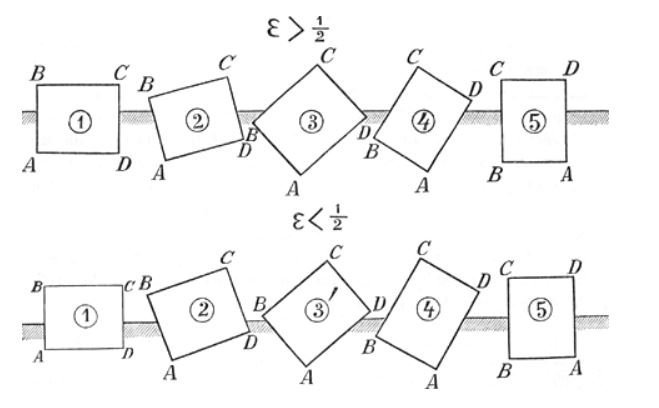
Результати Гюйгенса щодо стійкості плаваючого прямокутного паралелепіпеда

Ще раніше Гюйгенс завершив рукопис у стилі праці Архімеда «Про плаваючі тіла» під назвою «Про тіла, що плавають на рідині» (лат. De Iis quae Liquido Supernatant). Цей рукопис, що складався з трьох книг, був написаний близько 1650 року. Хоча він надіслав його Франсу ван Схоотену для рецензії, зрештою Гюйгенс вирішив не публікувати працю, а одного разу навіть запропонував її спалити. Деякі з результатів, викладених у цій роботі, були перевідкриті лише у XVIII—XIX століттях.
Спочатку Гюйгенс перевиводить результати Архімеда для стійкості кулі та параболоїда, вдало застосувавши принцип Торрічеллі (тобто тіла в системі рухаються лише тоді, коли їхній центр ваги знижується). Далі він доводить загальну теорему: у рівновазі відстань між центром ваги тіла та зануреною частиною є мінімальною. Використовуючи цю теорему, він виводить оригінальні рішення для стійкості плаваючих конусів, паралелепіпедів і циліндрів, у деяких випадках — розглядаючи повний оберт навколо своєї осі. Його підхід фактично відповідає принципу можливих переміщень. Гюйгенс також був першим, хто встановив, що для однорідних тіл вирішальними параметрами гідростатичної стійкості є їхня питома вага та співвідношення сторін.

### Механіка
Гюйгенс був провідним європейським натурфілософом у період між Декартом і Ньютоном. Втім, на відміну від багатьох своїх сучасників, Гюйгенс не мав схильності до побудови масштабних теоретичних або філософських систем і, як правило, уникав метафізичних питань (якщо й доводилось висловлюватися, дотримувався тогочасної картезіанської філософії). Натомість Гюйгенс досяг успіху у продовженні праць попередників, зокрема Галілея, пропонуючи математичні розв'язки не вирішених раніше фізичних задач. Зокрема, він прагнув пояснень, заснованих на взаємодії тіл, уникаючи далекодії.

#### Пружні зіткнення

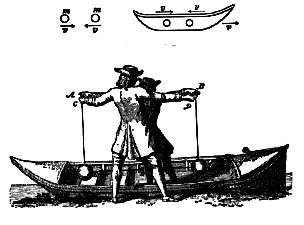
Метафора човна як спосіб уявлення відносного руху, що спрощує теорію зіткнення тіл, з праці Гюйгенса Oeuvres Complètes

Загальний підхід механістичних філософів полягав у висуванні теорій, які сьогодні називають «контактною дією». Гюйгенс дотримувався цього методу, хоча й усвідомлював його обмеження, у той час як його учень Лейбніц згодом відмовився від нього. Розуміння Всесвіту в цих термінах зробило теорію зіткнень центральною для фізики, оскільки тільки пояснення, що ґрунтувалися на русі матерії, вважалися справді зрозумілими. Хоча Гюйгенс зазнав впливу картезіанського підходу, він був менш догматичним. Він вивчав пружні зіткнення ще в 1650-х роках, однак відклав публікацію результатів на понад десятиліття.
Гюйгенс доволі рано дійшов висновку, що закони Декарта для пружних зіткнень є переважно хибними, і сформулював правильні закони, зокрема закон збереження добутку маси на квадрат швидкості для твердих тіл, а також збереження кількості руху в одному напрямку для будь-яких тіл. Важливим кроком стало його визнання галілеєвої інваріантності розглядуваних задач. Гюйгенс розробив закони зіткнень у період з 1652 до 1656 років у рукописі під назвою «Про рух тіл внаслідок удару» (лат. De Motu Corporum ex Percussione), проте знадобилось багато років, перш ніж його результати стали загальновідомі в науковій спільноті. У 1661 році він особисто передав їх Вільяму Браункеру та Крістоферу Рену в Лондоні. У 1666 році, під час Другої англо-голландської війни, Спіноза обережно писав про них Генрі Олденбургу. Війна завершилася у 1667 році, і в 1668 році Гюйгенс оголосив свої результати Лондонському королівському товариству. Наступного року він опублікував їх у «Журналь де Саван».

#### Відцентрова сила
У 1659 році Гюйгенс визначив величину прискорення вільного падіння та сформулював те, що нині відоме як другий закон Ньютона у квадратичній формі. Він геометрично вивів тепер загальноприйняту формулу для відцентрової сили, яка діє на об'єкт, що перебуває в обертовій системі відліку, наприклад, під час руху по кривій. У сучасному записі:
{\displaystyle F_{c}={m\ \omega ^{2}}{r}},
де m — маса об'єкта, ω — кутова швидкість, а r — радіус. Гюйгенс зібрав свої результати в трактаті під назвою «Про відцентрову силу» (лат. De vi Centrifuga), який опублікували лише 1703 року. У ньому кінематика вільного падіння була використана для створення першого узагальненого уявлення про силу до Ньютона.

#### Гравітація
Загальне уявлення про відцентрову силу було оприлюднене у 1673 році й стало важливим кроком у вивченні орбіт в астрономії. Воно дозволило здійснити перехід від третього закону Кеплера до закону обернених квадратів всесвітнього тяжіння. Втім, тлумачення праці Ньютона щодо гравітації в Гюйгенса відрізнялося від позиції ньютоніанців, таких як Роджер Котс: Гюйгенс не наполягав на апріорному підході Декарта, але й не приймав ті аспекти гравітаційного притягання, які не можна було пояснити через контактну взаємодію частинок.
Підхід Гюйгенса також не охоплював деякі ключові поняття математичної фізики, які були відомі іншим ученим. У своїй роботі про маятники він наблизився до теорії гармонічних коливань, однак ця тема була повністю розкрита лише Ньютоном у другій книзі «Математичних начал натуральної філософії» (1687). У 1678 році Лейбніц виокремив з праці Гюйгенса про зіткнення ідею законів збереження, яку сам Гюйгенс залишив невираженою.

#### Тиск газів
Під час свого першого візиту до Англії 1661 року він ознайомився з експериментами Роберта Бойля з повітряним насосом. Невдовзі після цього Гюйгенс переглянув конструкцію Бойля та розробив серію експериментів для перевірки нової гіпотези. Ця робота виявила низку експериментальних і теоретичних проблем, зайняла багато років і завершилась приблизно в той час, коли Гюйгенс став членом Лондонського королівського товариства. Попри те, що повторення експериментів Бойля відбувалося з труднощами, Гюйгенс зрештою прийняв точку зору Бойля щодо існування порожнечі на противагу до картезіанського її заперечення.

### Розробка годинників

#### Маятниковий годинник

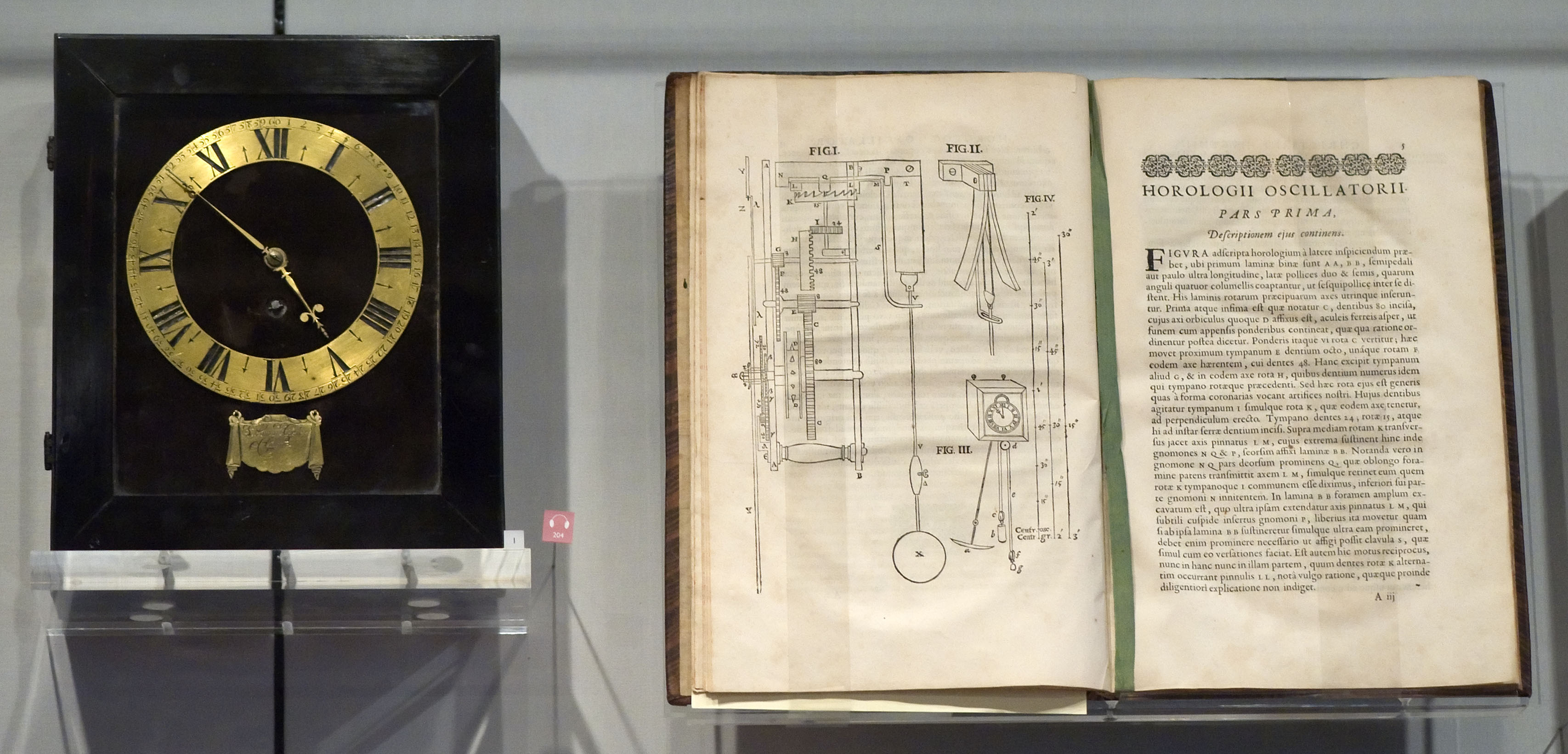
Маятниковий годинник із пружинним приводом, сконструйований Гюйгенсом і виготовлений Саломоном Костером (1657), разом із примірником Horologium Oscillatorium (1673) у музеї Бойргаве в Лейдені

У 1657 році, спираючись на попередні дослідження маятників як регуляторів, Гюйгенс винайшов маятниковий годинник, здійснивши прорив у точності вимірювання часу. Цей тип годинника залишався найточнішим майже 300 років, аж до 1930-х років. Маятниковий годинник значно перевершував за точністю попередні вержеві та фоліотні механізми, швидко став популярним і поширився Європою. Старі годинники хибили приблизно на 15 хвилин на день, тоді як годинник Гюйгенса — лише приблизно на 15 секунд. Хоча Гюйгенс запатентував свій винахід і уклав контракт на виготовлення із Саломоном Костером у Гаазі, значного прибутку він не отримав. П'єр Сег'є відмовив йому у правах у Франції, а Сімон Дау в Роттердамі та Ахазієвр Фромантел у Лондоні скопіювали конструкцію вже у 1658 році. Найдавніший відомий маятниковий годинник у стилі Гюйгенса датується 1657 роком і виставлений у музеї Бойргаве в Лейдені.
Одним із мотивів створення маятникового годинника було прагнення розробити точний морський хронометр для визначення довготи шляхом астронавігації під час морських подорожей. Однак для морського використання годинник виявився непридатним, оскільки хитання судна порушувало роботу маятника. У 1660 році Лодевейк Гюйгенс провів випробування годинника під час подорожі до Іспанії, повідомивши, що сильна хитавиця зробила прилад непридатним. У 1662 році до досліджень долучився Олександр Брюс, і Гюйгенс звернувся до сера Роберта Морея та Королівського товариства, щоб захистити свої права. Випробування продовжувалися упродовж 1660-х років, і найбільш позитивним став звіт капітана британського флоту Роберта Голмса, який у 1664 році діяв проти голландських володінь. Сучасна дослідниця Ліза Джардин сумнівалася в достовірності звіту Голмса, як і сучасник подій Семюел Піпс.
Спроба астронавігації за маятниковим годинником, організована Французькою академією в експедиції до Каєнни, також зазнала невдачі. Жан Рішер запропонував ураховувати форму Землі. Під час експедиції Голландської Ост-Індійської компанії 1686 року до Мису Доброї Надії, Гюйгенс уже зміг внести необхідні корективи постфактум.

#### Праця «Маятниковий годинник»

Діаграма, що показує еволюту кривої

Через шістнадцять років після винаходу маятникового годинника, у 1673 році, Гюйгенс опублікував свою головну працю з годинникарства — «Маятниковий годинник, або геометричні доведення щодо руху маятників, застосовані до годинників» (лат. Horologium Oscillatorium: Sive de Motu Pendulorum ad Horologia Aptato Demonstrationes Geometricae). Це була перша сучасна праця з механіки, в якій фізична задача була зведена до набору параметрів і проаналізована математично.
Мотивом для досліджень Гюйгенса стало спостереження, зроблене Мерсенном та іншими, що маятники не є цілком ізохронними: період їхніх коливань залежить від амплітуди — великі коливання тривають трохи довше, ніж малі. Він узявся за цю задачу, шукаючи таку криву, по якій тіло буде скочуватися під дією сили тяжіння за однаковий час, незалежно від початкової точки — так звану таутохронну криву. За допомогою геометричних методів, які передували появі диференціального числення, Гюйгенс довів, що це циклоїда, а не дуга кола, як у маятника, тому для ізохронності маятник має рухатися по циклоїдальній траєкторії. Математика, необхідна для розв'язання цієї задачі, привела Гюйгенса до створення теорії еволют, яку він виклав у третій частині своєї праці «Маятниковий годинник».
Він також розв'язав задачу, поставлену раніше Мерсенном: як обчислити період коливань маятника, утвореного твердим тілом довільної форми, що вимагало визначення центру коливань. У тій самій праці Гюйгенс дослідив конічний маятник — тіло на нитці, що рухається по колу, — застосовуючи поняття відцентрової сили.
Гюйгенс першим вивів формулу для періоду ідеального математичного маятника (з невагомим стрижнем або ниткою та довжиною, значно більшою за амплітуду коливань), у сучасному записі:
{\displaystyle T=2\pi {\sqrt {\frac {l}{g}}}}
де T — період, l — довжина маятника, а g — прискорення вільного падіння. Досліджуючи період коливань складених маятників, Гюйгенс зробив ключовий внесок у розвиток поняття моменту інерції.
Гюйгенс також спостерігав зв'язані коливання: два маятникові годинники, встановлені поруч на спільній опорі, часто синхронізувалися, коливаючись у протифазі. Про свої спостереження він повідомив у листі до Лондонського королівського товариства, де це явище було охарактеризоване в протоколах Товариства як «дивна симпатія». Нині це явище відоме як синхронізація.

#### Годинник із пружинним регулятором

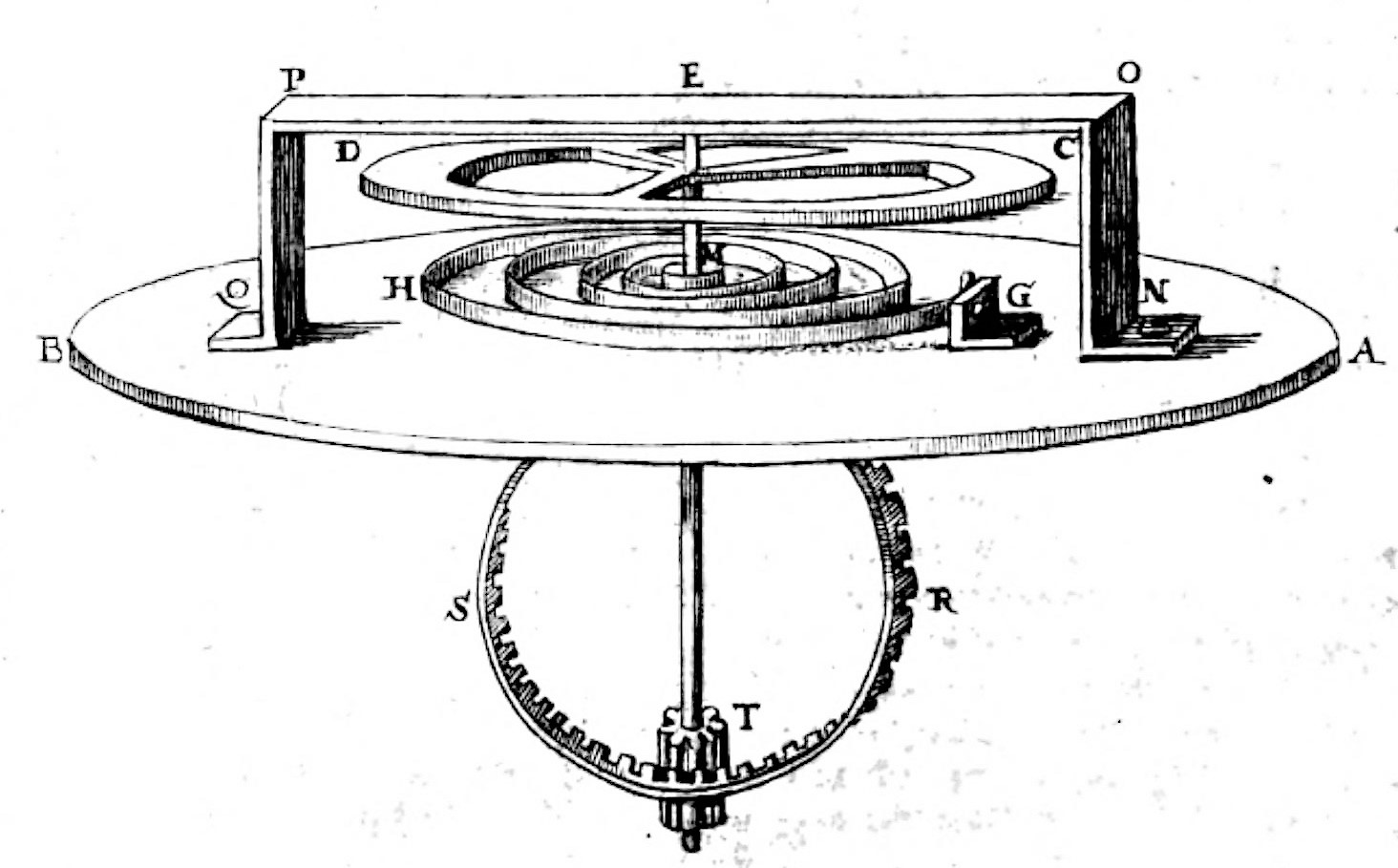
Малюнок пружини-регулятора, винайденої Гюйгенсом

У 1675 році, досліджуючи коливальні властивості циклойди, Гюйгенс зміг перетворити циклоїдальний маятник із на коливальну пружину. Того ж року він сконструював спіральну пружину-регулятор і запатентував кишеньковий годинник. Ці годинники вирізнялися відсутністю фузеї, яка компенсує нерівномірність сили заводної пружини.а Це свідчить про те, що Гюйгенс вважав, ніби спіральна пружина може ізохронізувати баланс так само, як підвіс маятника у формі циклоїди забезпечує ізохронність маятника.
Згодом він застосовував спіральні пружини в годинниках звичайнішої конструкції, які для нього виготовляв Тюре в Парижі. Такі пружини є необхідним елементом сучасних годинників із відокремленим якірним спуском, оскільки їх можна налаштувати для досягнення ізохронізму. Однак годинники доби Гюйгенса використовували дуже неефективний вержевий спуск, який порушував ізохронні властивості будь-якої пружини-регулятора, чи то спіральної, чи іншої конструкції.
Конструкція Гюйгенса з'явилася приблизно в той самий час, що й аналогічна й незалежна розробка Роберта Гука. Спір про пріоритет відкриття пружини-регулятора тривав століттями. 2006 року в шафі в Гемпширі, Англія, знайшли загублені нотатки Гука за кілька десятиліть засідань Лондонського королівського товариства, який, підтвердив пріоритет Гука.

### Оптика

#### Діоптрика

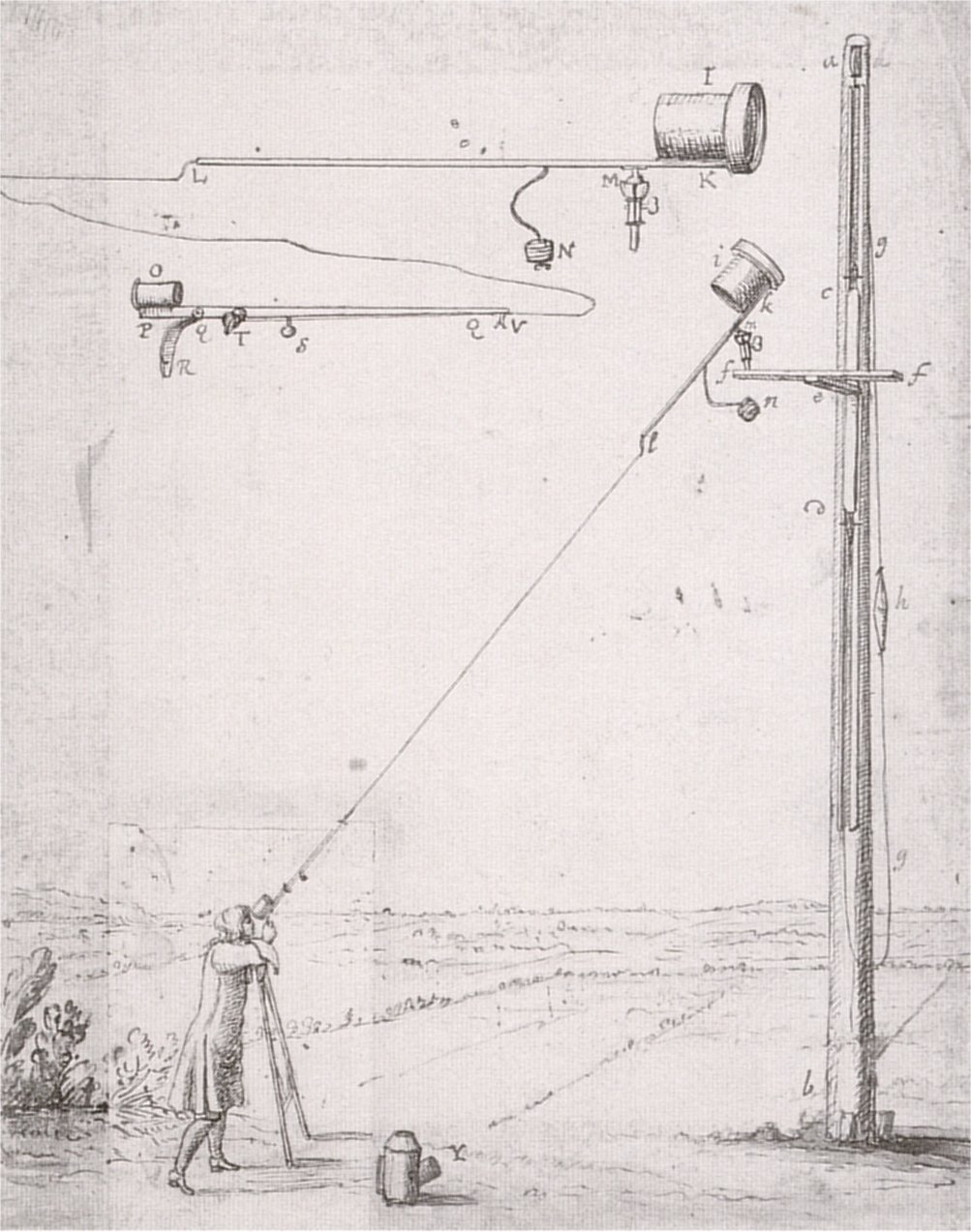
Безкорпусний телескоп Гюйгенса з Astroscopia Compendiaria (1684)

Гюйгенс тривалий час цікавився вивченням рефракції світла, лінз і діоптрики. Перші начерки латинського трактату з теорії діоптрики, відомого як просто «Трактат» (лат. Tractatus), датуються 1652 роком і містять всебічну та ґрунтовну теорію телескопа. Гюйгенс був одним із небагатьох, хто ставив теоретичні питання щодо властивостей і принципів роботи телескопа, і майже єдиним у той час, хто застосовував свої математичні знання до вдосконалення інструментів, що використовувалися в астрономії.
Гюйгенс неодноразово оголошував своїм колегам про майбутнє видання трактату, але зрештою відклав публікацію на користь значно ширшої праці під назвою «Діоптрика» (лат. Dioptrica). Вона складалася з трьох частин: перша була присвячена загальним принципам рефракції, друга — сферичній і хроматичній аберації, а третя охоплювала всі аспекти конструювання телескопів і мікроскопів. На відміну від діоптрики Декарта, яка розглядала лише ідеальні (еліптичні та гіперболічні) лінзи, Гюйгенс досліджував виключно сферичні лінзи — єдині, які реально можна було виготовити й застосовувати в приладах, таких як мікроскопи та телескопи.
Гюйгенс також розробив практичні способи зменшення впливу сферичної та хроматичної аберації — зокрема, використання довгофокусного об'єктива, внутрішніх діафрагм для зменшення апертури та нового типу окуляра, відомого як окуляр Гюйгенса.

#### Лінзи
Разом зі своїм братом Константином Гюйгенс почав самостійно шліфувати лінзи у 1655 році з метою вдосконалення телескопів. У 1662 році він сконструював окуляр, нині відомий як окуляр Гюйгенса — систему з двох плоскоопуклих лінз, що використовувалася як окуляр у телескопах. Лінзи Гюйгенса славилися високою якістю та стабільністю полірування. Втім його телескопи не завжди давали чітке зображення, що стало підставою для припущення, що він міг страждати на короткозорість.
Інтерес до лінз також об'єднував Гюйгенса зі Спінозою, який у 1660-х роках професійно займався їх шліфуванням. Попри відмінності у світоглядах (Спіноза був прибічником картезіанства), між ними точилися наукові дискусії, частина з яких збереглася в листуванні. Гюйгенс також ознайомився з працями Антоні ван Левенгука, ще одного шліфувальника лінз, роботи якого в галузі мікроскопії цікавили його батька. Окрім того, він досліджував застосування лінз у проєкційних пристроях. Саме Гюйгенсу приписують винайдення чарівного ліхтаря - проєктора, описаного у його листуванні 1659 року. Існують також інші претенденти на авторство подібного пристрою — Джанбатіста делла Порта та Корнеліус Дреббель, проте саме конструкція Гюйгенса використовувала лінзу для покращення якості зображення (на це вдосконалення також претендує Атанасій Кірхер).

#### "Трактат про світло"

Перехід плоскої хвилі, пояснений за допомогою принципу Гюйгенса в Traité de la Lumière (1690)

Гюйгенс особливо відомий в оптиці своєю хвильовою теорією світла, яку він вперше представив у 1678 році на засіданні Академії наук у Парижі. Спочатку ця теорія була частиною попереднього розділу його роботи «Діоптрика», але в 1690 році вона вийшла під назвою «Трактат про світло» (Traité de la Lumière). Ця робота містить перше повністю математизоване, механістичне пояснення поширення світла. Гюйгенс згадує Ігнаса-Гастона Парді, чий манускрипт з оптики допоміг йому в розробці теорії хвиль.
На той час головним завданням було пояснити геометричну оптику, оскільки більшість явищ фізичної оптики (наприклад, дифракція) ще не виявили або вважали оптичними дефектами. Гюйгенс ще в 1672 році експериментував з подвійним заломленням в ісландському шпат (кальциті), — явищем, яке було відкрито в 1669 році Расмусом Бартоліном. Спочатку він не міг зрозуміти свої спостереження, але пізніше зміг пояснити їх за допомогою своєї теорії хвильових фронтів і концепції еволют. Він також розробив ідеї щодо каустик. На підставі результатів Оле Ремера, Гюйгенс вважав швидкість світла скінченною, хоча, ймовірно, він мав це переконання ще раніше. Теорія Гюйгенса трактує світло як випромінювані хвильові фронти, причому звичне уявлення про світлові промені описує поширення, перпендикулярне до цих хвильових фронтів. Поширення хвильових фронтів пояснено як сферичні хвилі, що випромінюються з кожної точки хвильового фронту (зараз ця ідея відома як принцип Гюйгенса–Френеля). Гюйгенс припускав наявність всепроникного світлоносного ефіру, що складається з абсолютно еластичних частинок, що було ревізією поглядів Декарта. Таким чином, за природою світло було поздовжною хвилею.
Його теорія світла не здобула широкого визнання, натомість як конкурентна корпускулярна теорія світла Ньютона, представлена в його «Оптиці» (1704), отримала більше підтримки. Одним з основних заперечень проти теорії Гюйгенса було те, що поздовжні хвилі мають лише одну поляризацію, що не могло б пояснити спостережувану подвійне заломлення. Однак Томас Юнг з його інтерференційним експериментом Юнга у 1801 році та Франсуа Араго з відкриттям плями Поассона у 1819 році остаточно спростували корпускулярну теорію Ньютона, що відродило ідеї Гюйгенса та модель хвильової оптики. Френель ознайомився з роботами Гюйгенса, і в 1821 році зміг пояснити подвійне заломлення як результат того, що світло є не поздовжньою хвилею (як вважалося раніше), а поперечною хвилею. Принцип Гюйгенса–Френеля став основою розвитку фізичної оптики, пояснюючи всі аспекти поширення світла, аж до часів зародження квантової механіки та відкриття фотона.

### Астрономія

#### Система Сатурна

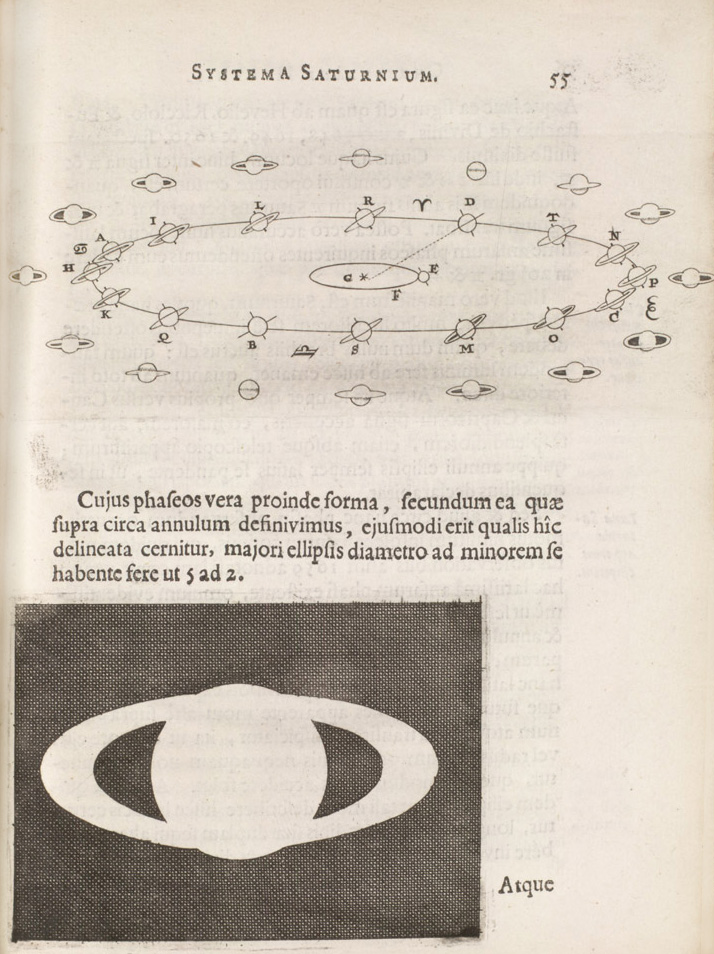
Пояснення Гюйгенса щодо зовнішнього вигляду Сатурна, Systema Saturnium (1659)

У 1655 році Гюйгенс відкрив перший супутник Сатурна — Титан, а також спостерігав і зробив ескіз туманності Оріона за допомогою телескопа-рефрактора власної конструкції з 43-кратним збільшенням. Йому вдалося розділити туманність на окремі зорі, а також відкрити кілька міжзоряних туманностей і деякі подвійні зорі. Також Гюйгенс першим запропонував пояснення зовнішнього вигляду Сатурна, який довгий час залишався загадкою для астрономів — «тонке, плоске кільце, яке ніде не торкається планети і нахилене до екліптики».
Понад три роки потому, у 1659 році, Гюйгенс опублікував свою теорію та результати спостережень у праці «Система Сатурна» (лат. Systema Saturnium). Її вважають найвизначнішою роботою з телескопічної астрономії після «Зоряного вісника» Галілея, що вийшла за півстоліття перед тим. Окрім опису Сатурна, у ній Гюйгенс навів вимірювання відносних відстаней планет від Сонця, увів поняття позиційного мікрометра та продемонстрував метод вимірювання кутових діаметрів планет, що вперше дозволило використовувати телескоп не лише як засіб спостереження, а й як вимірювальний інструмент.
Того ж року Гюйгенс зміг спостерігати Великий Сирт — вулканічну рівнину на Марсі. Повторні спостереження руху цієї деталі протягом кількох днів дозволили йому доволі точно оцінити тривалість марсіанської доби — 24 з половиною години. Ця оцінка відрізняється лише на кілька хвилин від реальної тривалості марсіанської доби — 24 години 37 хвилин.

#### Планетарій
З ініціативи Жан-Батиста Кольбера Гюйгенс узявся за створення механічного планетарію, який мав демонструвати рух усіх відомих на той час планет і їхніх супутників навколо Сонця. Гюйгенс завершив розробку конструкції у 1680 році, а наступного року годинникар Йоганнес ван Койлен виготовив прилад. Однак за цей час Кольбер помер, і Гюйгенс так і не зміг передати свій планетарій до Французької академії наук, оскільки новий міністр, Франсуа-Мішель Летельє, вирішив не поновлювати контракт із Гюйгенсом.
У своєму проєкті Гюйгенс винахідливо застосував ланцюгові дроби, щоб знайти найкращі раціональні наближення, які дозволяли точно підібрати шестерні з відповідною кількістю зубців. Співвідношення між двома шестернями відповідало періодам обертання планет. Для приведення планет у рух навколо Сонця Гюйгенс використав годинниковий механізм, який міг працювати як у прямому, так і в зворотному напрямку. Гюйгенс стверджував, що його планетарій був точнішим за аналогічний пристрій, створений приблизно в той самий час Оле Ремером, однак сам опис конструкції планетарію був опублікований лише після смерті Гюйгенса в збірці «Посмертні твори» (лат. Opuscula Posthuma, 1703).

#### «Космотеорос»

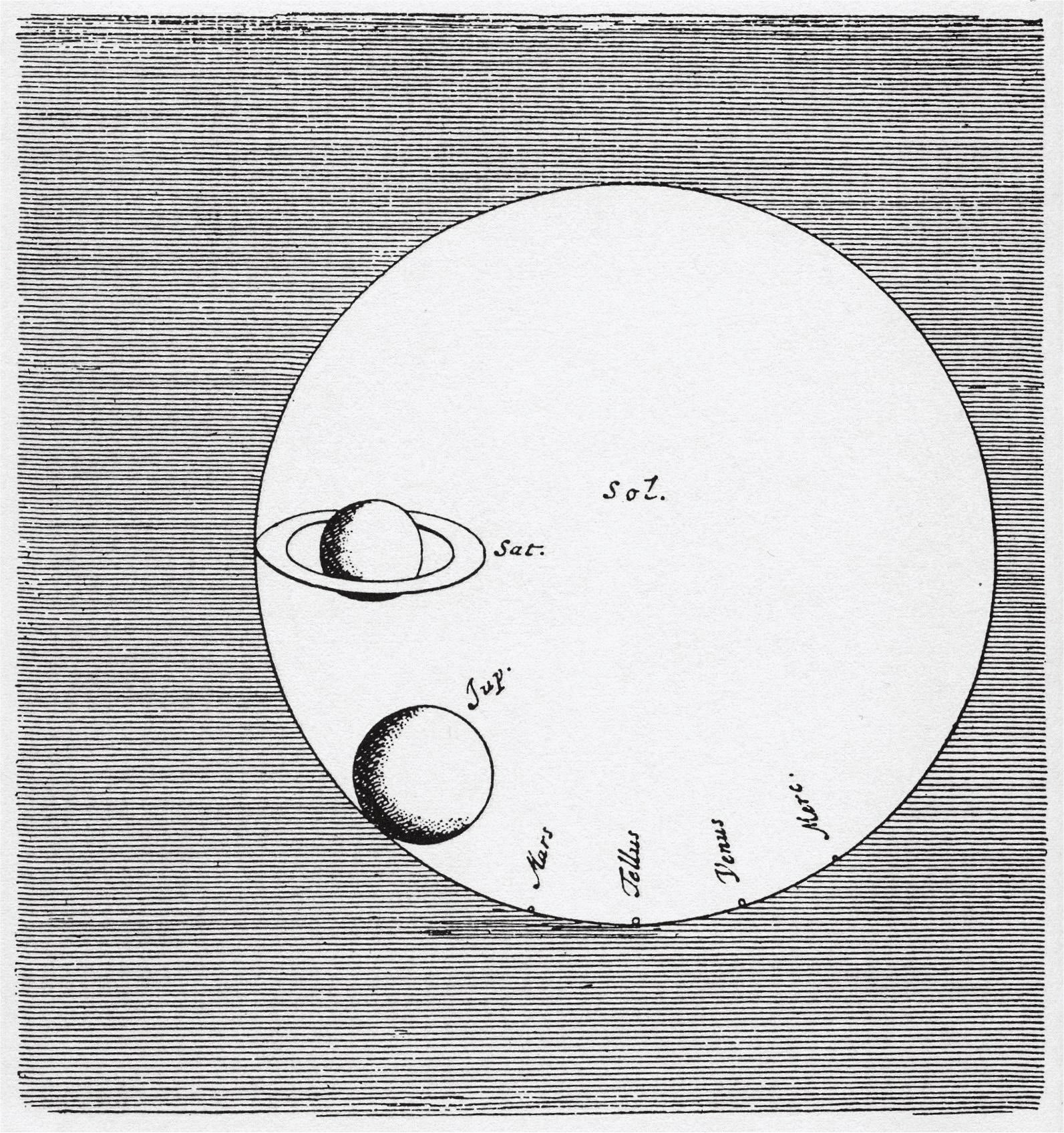
Відносні розміри Сонця та планет у Cosmotheoros (1698)

Незадовго до своєї смерті у 1695 році Гюйгенс завершив свою найспекулятивнішу працю під назвою «Космотеорос» (лат. Cosmotheoros). За його вказівкою, вона мала бути опублікована лише посмертно, що й виконав його брат Константин у 1698 році. У цій праці Гюйгенс міркував про можливість існування позаземного життя, яке він уявляв подібним до земного. Подібні припущення були доволі поширеними в ті часи, ґрунтуючись на коперніканстві або принципі повноти, однак Гюйгенс виклав свої ідеї докладніше, хоча й не враховував законів всесвітнього тяжіння Ньютона чи того факту, що атмосфери планет мають різний хімічний склад. «Космотеорос» фактично є твором у дусі утопії, що частково надихався працями Пітера Гейліна, і тогочасні читачі, ймовірно, сприймали його як художній твір у традиції Френсіса Годвіна, Джона Вілкінса та Сірано де Бержерака.
Гюйгенс писав, що наявність води в рідкому стані є необхідною умовою для життя, і що властивості води повинні змінюватися від планети до планети відповідно до їхнього температурного діапазону. Він вважав, що темні та світлі плями на поверхні Марса і Юпітера є свідченням наявності води та льоду на цих планетах. Він стверджував, що Біблія ані підтверджує, ані заперечує існування позаземного життя, і запитував, навіщо Бог створив інші планети, якщо вони не мали вищої мети, ніж бути об'єктом споглядання з Землі. Гюйгенс припускав, що велика відстань між планетами є ознакою того, що Бог не передбачав, що мешканці однієї з них знатимуть про інших, і не уявляв, як далеко може просунутися людство у науковому пізнанні.
У цій же книзі Гюйгенс також опублікував свої оцінки відносних розмірів Сонячної системи та метод обчислення відстаней до зір. Він зробив серію отворів різного розміру в екрані, який затуляв Сонце, і знайшов серед них такий, який, на його погляд, давав ту ж яскравість, що й Сіріус. Після цього він підрахував, що кут отвору становив 1/27 664 діаметра Сонця. Припустивши (помилково), що Сіріус має таку ж світність, як і Сонце, Гюйгенс оцінив, що відстань до Сіріуса приблизно у 30000 разів перевищує відстань до Сонця. Тема фотометрії залишалась малодослідженою аж до робіт П'єра Бугера та Йоганна Генріха Ламберта.

## Наукова спадщина
Гюйгенса називають першим фізиком-теоретиком і одним із засновників сучасної математичної фізики. Попри значний вплив за життя, після смерті його слава поступово згасала. Його геометричні здібності та технічна винахідливість викликали захоплення багатьох сучасників, зокрема Ньютона, Лейбніца, Лопіталя та Бернуллі. За внесок у фізику Гюйгенса вважають одним із найвидатніших науковців доби наукової революції: за глибиною розуміння та кількістю здобутих результатів він поступався хіба що Ньютону. Гюйгенс також сприяв формуванню інституційних засад наукових досліджень у континентальній Європі, ставши одним із провідних діячів у становленні сучасної науки.
У математиці Гюйгенс досконало опанував методи давньогрецької геометрії, зокрема роботи Архімеда, а також уміло застосовував аналітичну геометрію та методи нескінченно малих Декарта і Ферма. Його математичний стиль найкраще описати як геометричний аналіз нескінченно малих величин у дослідженні кривих і руху. Черпаючи натхнення з механіки, він втілював їх у чисто математичних роботах. Гюйгенс завершив розвиток цього типу аналізу, адже дедалі більше математиків відходили від класичної геометрії на користь математичного аналізу, який краще підходив для роботи з нескінченно малими, граничними переходами та описом руху.
Гюйгенс також умів ефективно використовувати математику для розв'язання фізичних задач. Часто це передбачало побудову простих математичних моделей складних явищ, які він аналізував, виходячи з елементарних припущень і доводячи міркування до логічного завершення, розробляючи при цьому необхідний математичний апарат.
Гюйгенс надавав перевагу аксіоматичному викладенню результатів, яке вимагало суворих методів геометричного доведення: хоча він припускав певну невизначеність у виборі первинних аксіом і гіпотез, доведення теорем, що з них випливали, не могло викликати сумнівів. Стиль публікацій Гюйгенса справив вплив на манеру викладу основних праць Ньютона.
Окрім застосування математики до фізики та фізики до математики, Гюйгенс використовував математику як методологію — зокрема, як інструмент для отримання нового знання про світ. На відміну від Галілея, який використовував математику переважно як риторичний засіб або інструмент синтезу, Гюйгенс послідовно застосовував її для відкриття й розробки теорій, що охоплюють різні явища, і наполягав, щоб зведення фізики до геометрії відповідало високим стандартам точності між реальним і ідеальним. Висуваючи такі вимоги до математичної строгості та точності, він став прикладом для науковців XVIII століття, зокрема Йоганна Бернуллі, Жана Лерона д'Аламбера та Шарля Огюстена Кулона.
В неопублікованих за його життя записах про зіткнення тіл Гюйгенс використовував алгебраїчні вирази для позначення фізичних величин. Це робить його одним з перших, хто застосував математичні формули для опису фізичних взаємозв'язків, як це прийнято сьогодні. Працюючи над «Діоптрикою», Гюйгенс також наблизився до сучасного поняття границі, хоча і не використовував його поза межами геометричної оптики.
Статус Гюйгенса як найвидатнішого науковця Європи був наприкінці XVII століття перевершений статусом Ньютона, незважаючи на те, що, як зазначає Г'ю Олдерсі-Вільямс, «досягнення Гюйгенса перевищують досягнення Ньютона в деяких важливих аспектах». Хоча його публікації в журналах передвіщали форму сучасної наукової статті, його постійний класичний підхід і небажання публікувати свої роботи значною мірою послабили його вплив після наукової революції, коли в центрі уваги опинились прихильники обчислень Лейбніца та фізики Ньютона.
Дослідження Гюйгенсом кривих, що задовольняють певним фізичним вимогам, зокрема циклоїди, призвели до подальших досліджень інших подібних кривих, таких як каустика, брахістохрона, крива вітрила та ланцюгова лінія. Його застосування математики до фізики, наприклад, у дослідженнях ударів та подвійного заломлення, надихнуло на подальший розвиток математичної фізики та раціональної механіки в наступних століттях. Крім того, Гюйгенс розробив коливальні механізми для відліку часу, які використовуються досі в механічних годинниках. Це були перші надійні засоби вимірювання часу, придатні для наукових цілей (наприклад, для точних вимірювань змін тривалості доби, що було неможливо до цього). Його праці в цій галузі наближали злиття прикладної математики з інженерією у наступні століття.

## Пам'ять
На честь Гюйгенса вшановане в астрономічних та інших назвах:
- кратер на Місяці;
- гора Гюйгенс на Місяці;
- кратер на Марсі;
- астероїд 2801 Гюйгенс
- європейський космічний зонд Гюйгенс, який 2005 року сів на Титан, супутник Сатурна, відкритий Гюйгенсом;
- Huygens Laboratory: лабораторія в Лейденському університеті, Нідерланди.

Кілька пам'ятників на честь Христіяна Гюйгенса можна знайти в важливих містах Нідерландів, зокрема в Роттердамі, Делфті та Лейдені.

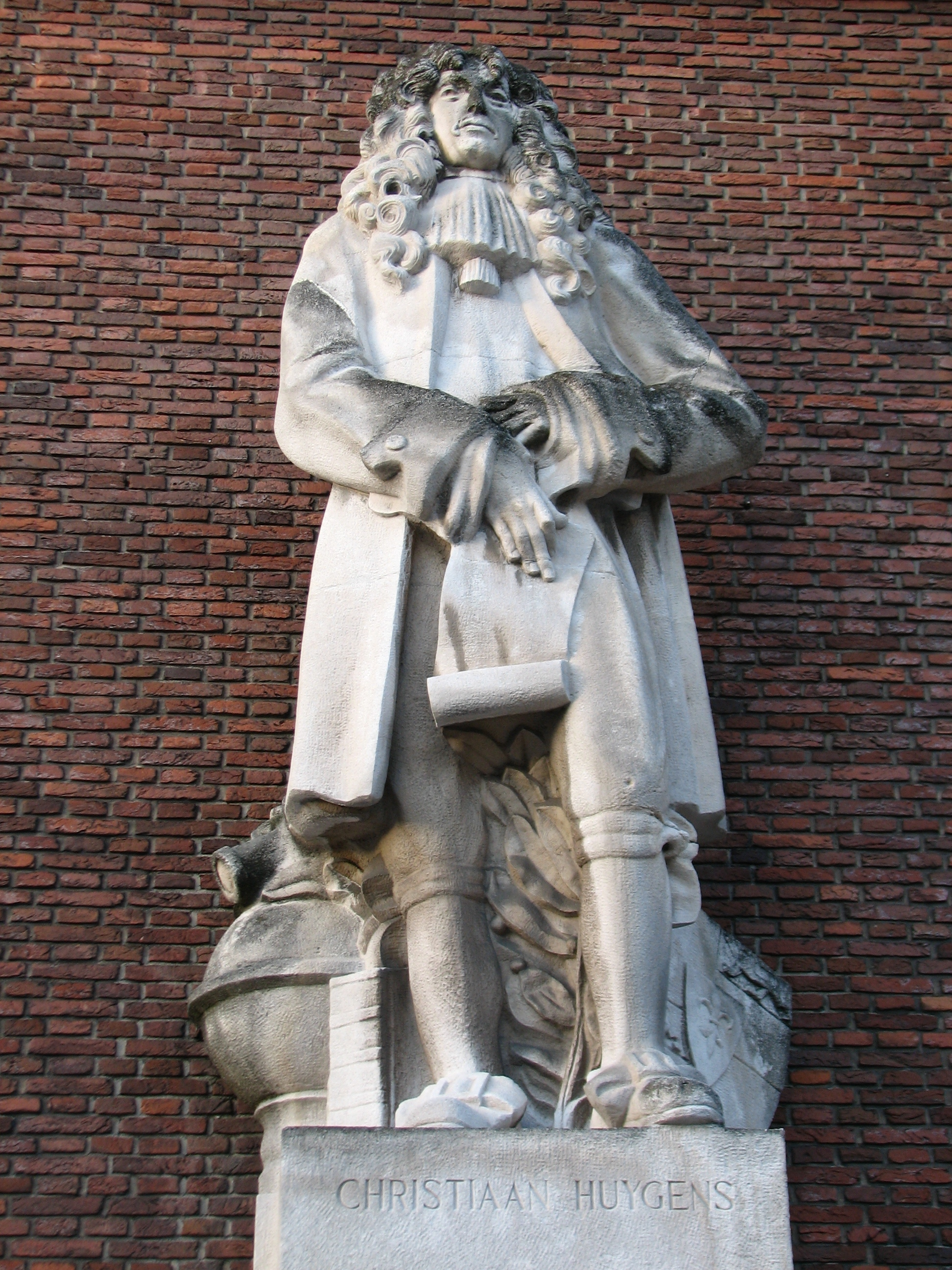
Роттердам
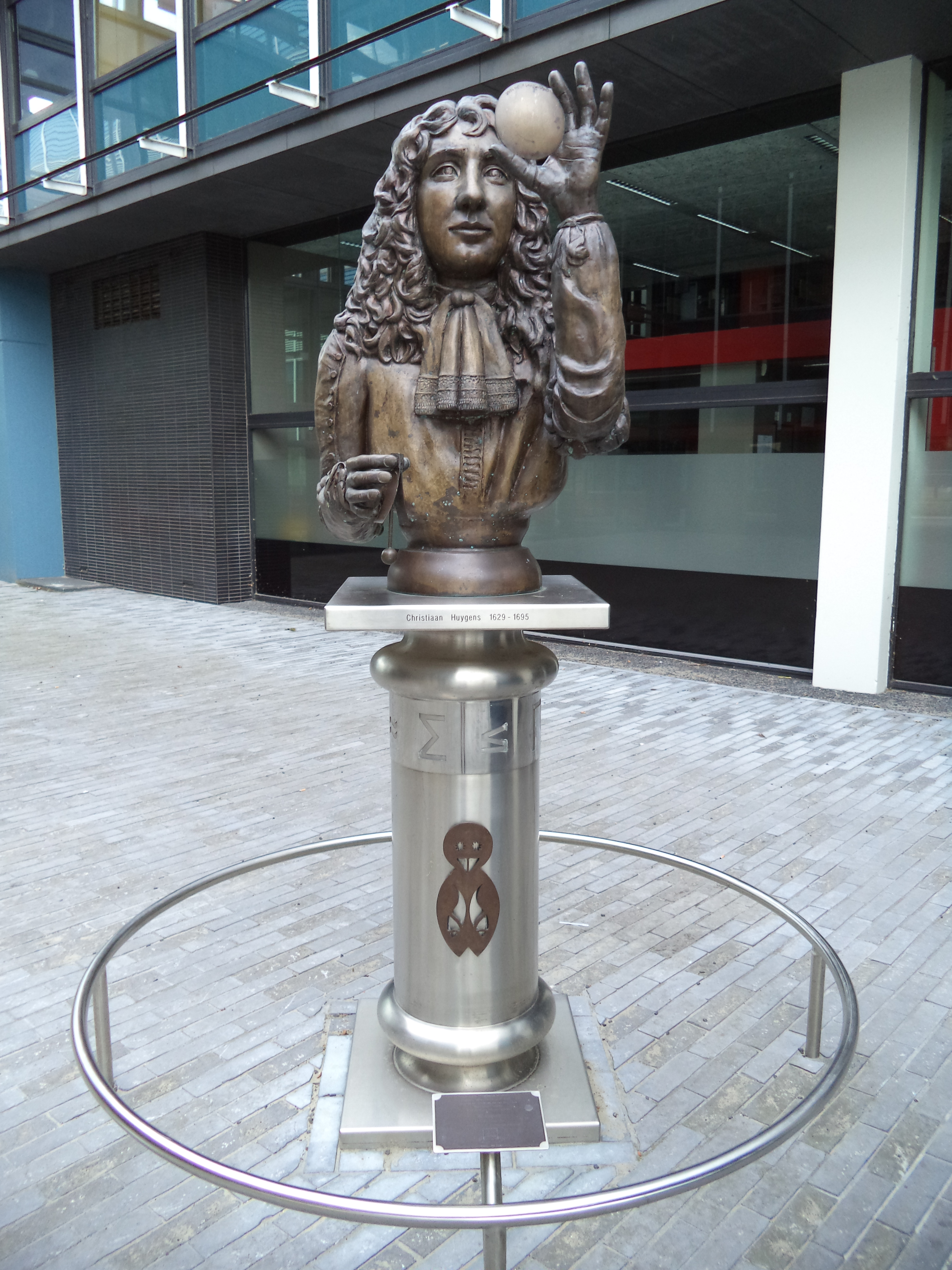
Делфт
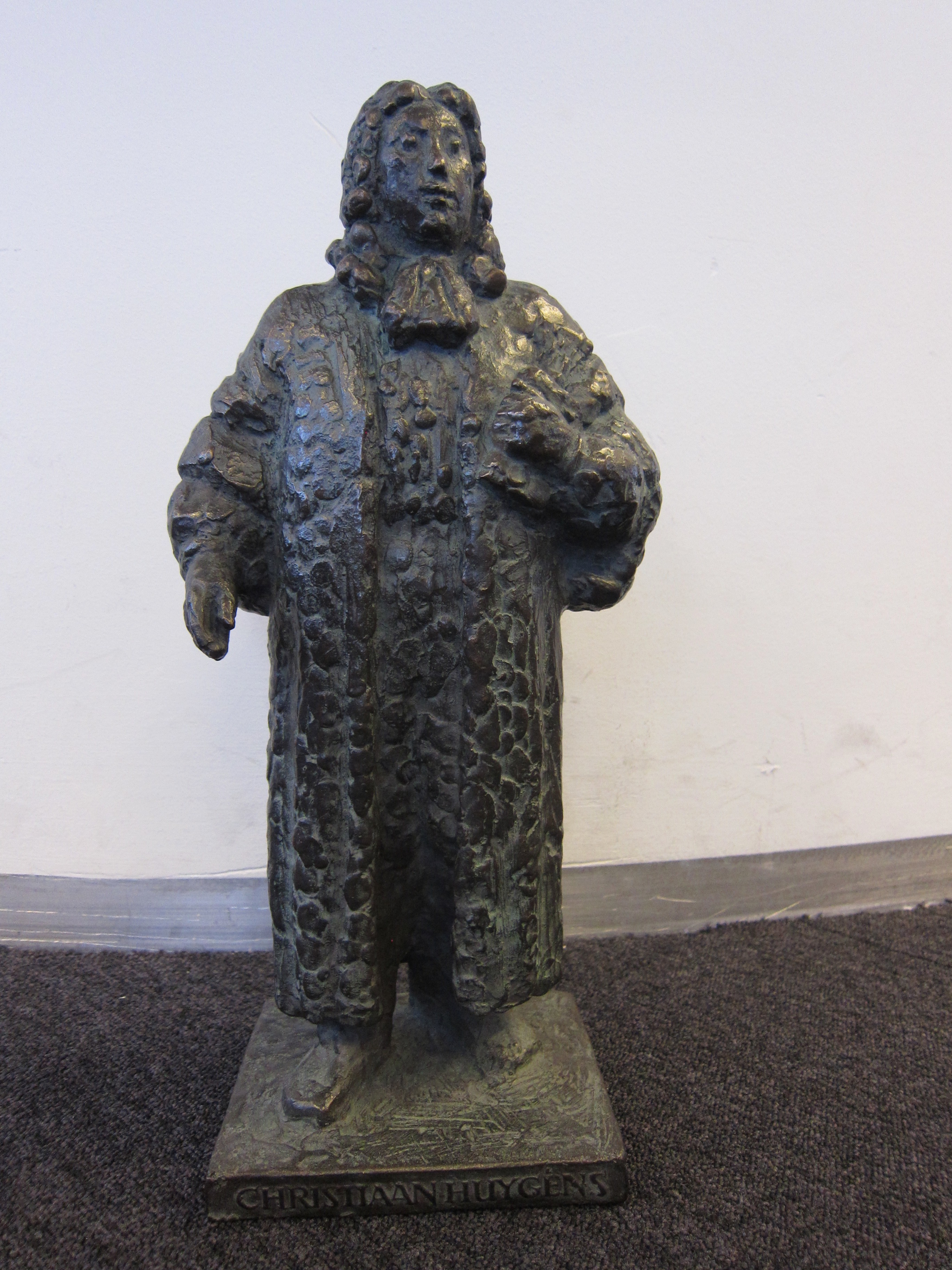
Лейден
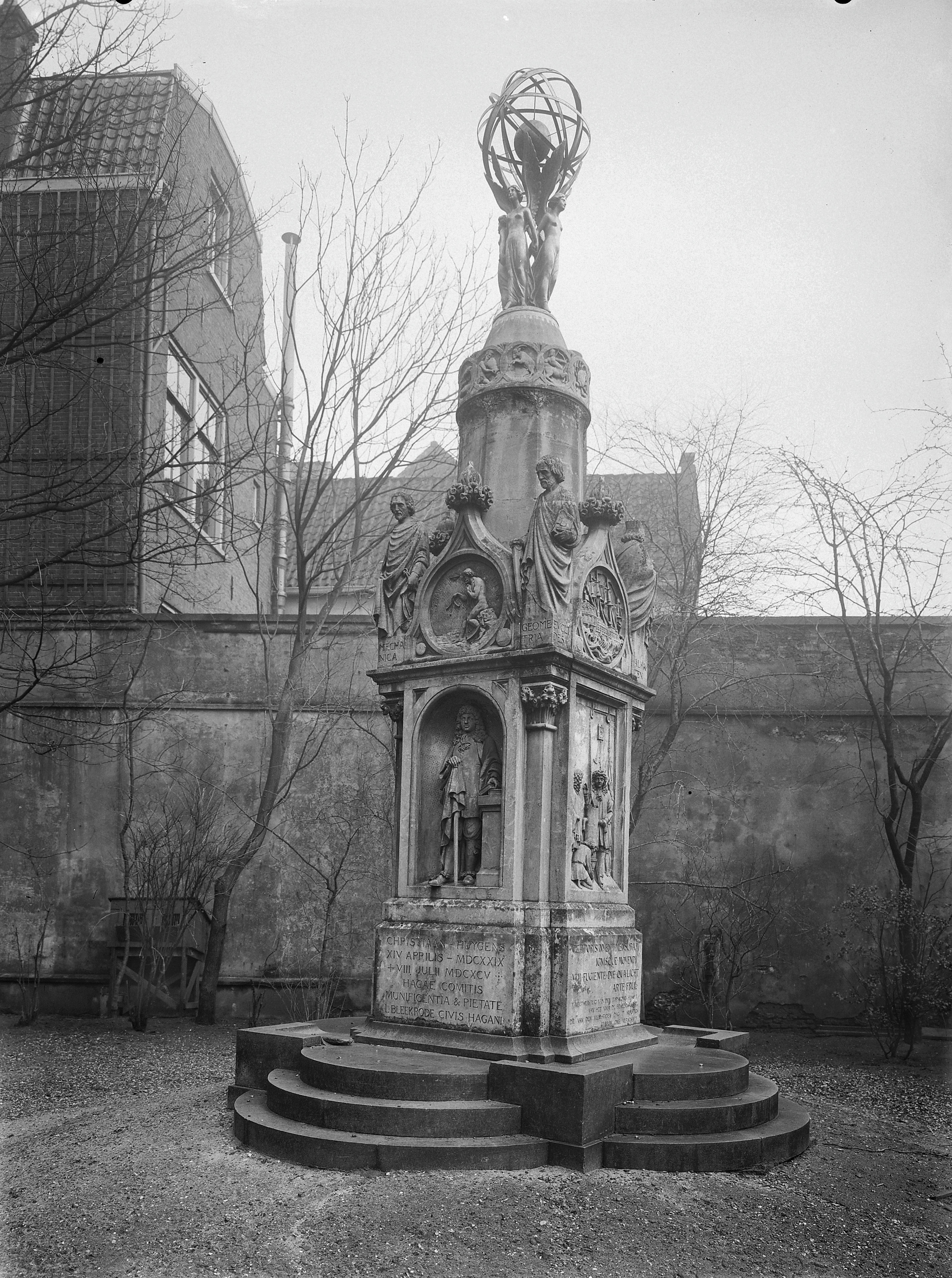
Гарлем
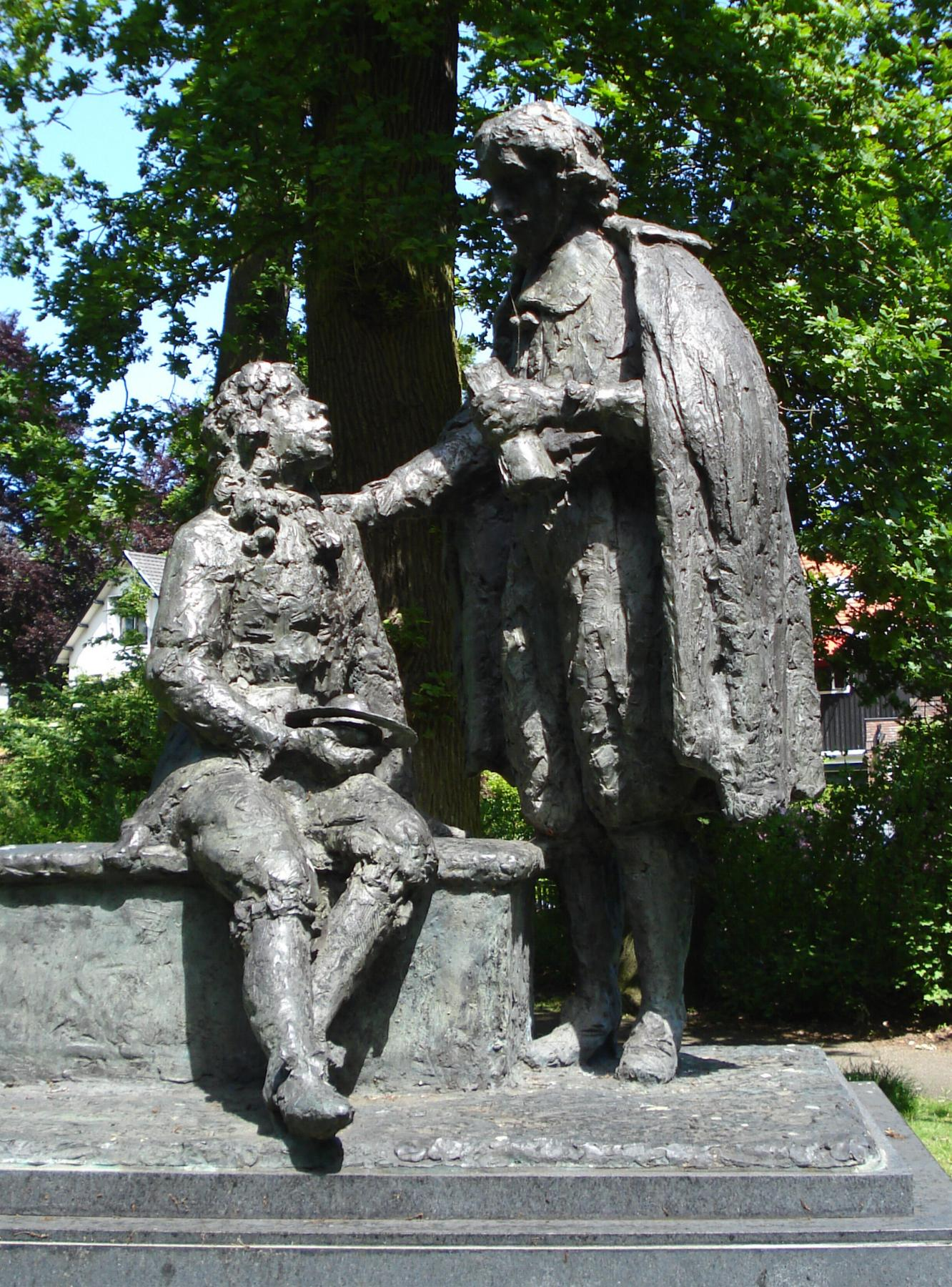
Форбург

## Основні праці

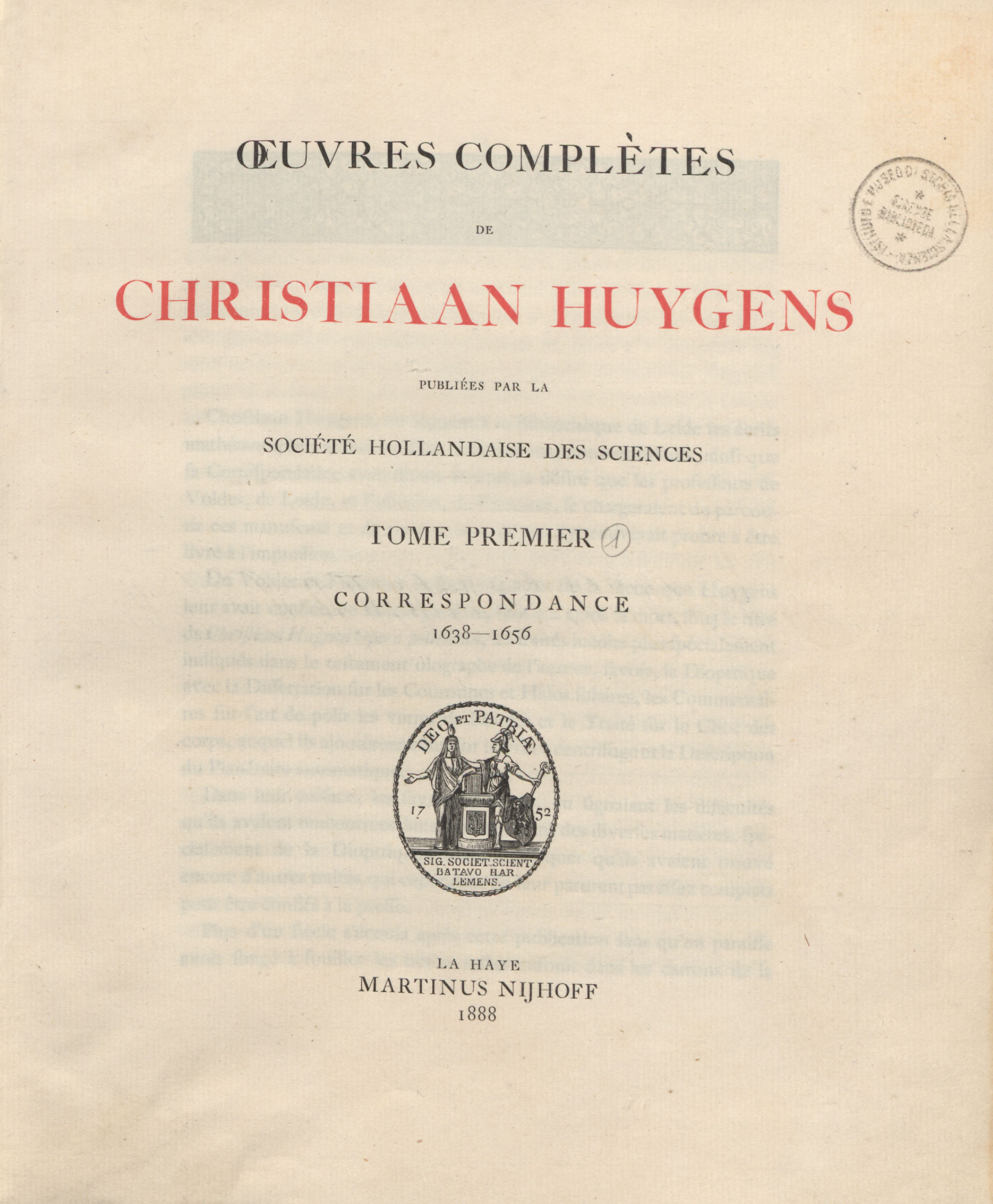
Титульна сторінка I тому повного зібрання творів Гюйгенса

- 1650 — De Iis Quae Liquido Supernatant (Про тіла, що плавають на рідині), не опубліковано[183].
- 1651 — Theoremata de Quadratura Hyperboles, Ellipsis et Circuli, перевидано в Oeuvres Complètes, Tome XI[41].
- 1651 — Epistola, qua diluuntur ea quibus 'Εξέτασις [Exetasis] Cyclometriae Gregori à Sto. Vincentio impugnata fuit, додаток[184].
- 1654 — De Circuli Magnitudine Inventa[31].
- 1654 — Illustrium Quorundam Problematum Constructiones, додаток[184].
- 1655 — Horologium (Годинник), коротка брошура про маятниковий годинник[35].
- 1656 — De Saturni Luna Observatio Nova (Про нове спостереження супутника Сатурна), описує відкриття Титана[185].
- 1656 — De Motu Corporum ex Percussione, опубліковано посмертно 1703 року[186].
- 1657 — De Ratiociniis in Ludo Aleae (Van reeckening in spelen van geluck), перекладено латиною Франсом ван Схоотеном[82].
- 1659 — Systema Saturnium (Система Сатурна)[184].
- 1659 — De vi Centrifuga (Про відцентрову силу), опубліковано посмертно в 1703 році[187].
- 1673 — Horologium Oscillatorium Sive de Motu Pendulorum ad Horologia Aptato Demonstrationes Geometricae, містить теорію еволют і конструкції маятникових годинників; присвячено Людовику XIV Французькому[128].
- 1684 — Astroscopia Compendiaria Tubi Optici Molimine Liberata (Складні телескопи без трубок)[41].
- 1685 — Memoriën aengaende het slijpen van glasen tot verrekijckers, про шліфування лінз[94].
- 1686 — Kort onderwijs aengaende het gebruijck der horologiën tot het vinden der lenghten van Oost en West (староголландською), інструкція з використання годинників для визначення довготи в морі[188].
- 1690 — Traité de la Lumière, присвячено природі поширення світла[20].
- 1690 — Discours de la Cause de la Pesanteur (Міркування про причину тяжіння), додаток[41].
- 1691 — Lettre Touchant le Cycle Harmonique, короткий трактат про 31-ступеневу систему налаштування[36].
- 1698 — Cosmotheoros, присвячено Сонячній системі, космології та позаземному життю[171].
- 1703 — Opuscula Posthuma включає:[41]
  - De Motu Corporum ex Percussione (Про рух тіл при зіткненні), містить перші правильні закони зіткнень, датовані 1656 роком.
  - Descriptio Automati Planetarii, дає опис і схему планетарію.
- 1724 — Novus Cyclus Harmonicus, трактат з музики, опублікований у Лейдені після смерті Гюйгенса[36].
- 1728 — Christiani Hugenii Zuilichemii, dum viveret Zelhemii Toparchae, Opuscula Posthuma (альтернативна назва: Opera Reliqua), включає праці з оптики та фізики[187].
- 1888—1950 — Huygens, Christiaan. Oeuvres complètes. Повне зібрання творів у 22 томах. Editors D. Bierens de Haan (1–5), J. Bosscha (6–10), D.J. Korteweg (11–15), A.A. Nijland (15), J.A. Vollgraf (16–22). The Hague[184]:
  - Tome I: Correspondance 1638—1656 (1888).
  - Tome II: Correspondance 1657—1659 (1889).
  - Tome III: Correspondance 1660—1661 (1890).
  - Tome IV: Correspondance 1662—1663 (1891).
  - Tome V: Correspondance 1664—1665 (1893).
  - Tome VI: Correspondance 1666—1669 (1895).
  - Tome VII: Correspondance 1670—1675 (1897).
  - Tome VIII: Correspondance 1676—1684 (1899).
  - Tome IX: Correspondance 1685—1690 (1901).
  - Tome X: Correspondance 1691—1695 (1905).
  - Tome XI: Travaux mathématiques 1645—1651 (1908).
  - Tome XII: Travaux mathématiques pures 1652—1656 (1910).
  - Tome XIII, Fasc. I: Dioptrique 1653, 1666 (1916).
  - Tome XIII, Fasc. II: Dioptrique 1685—1692 (1916).
  - Tome XIV: Calcul des probabilités. Travaux de mathématiques pures 1655—1666 (1920).
  - Tome XV: Observations astronomiques. Système de Saturne. Travaux astronomiques 1658—1666 (1925).
  - Tome XVI: Mécanique jusqu’à 1666. Percussion. Question de l'existence et de la perceptibilité du mouvement absolu. Force centrifuge (1929).
  - Tome XVII: L'horloge à pendule de 1651 à 1666. Travaux divers de physique, de mécanique et de technique de 1650 à 1666. Traité des couronnes et des parhélies (1662 ou 1663) (1932).
  - Tome XVIII: L'horloge à pendule ou à balancier de 1666 à 1695. Anecdota (1934).
  - Tome XIX: Mécanique théorique et physique de 1666 à 1695. Huygens à l'Académie royale des sciences (1937).
  - Tome XX: Musique et mathématique. Musique. Mathématiques de 1666 à 1695 (1940).
  - Tome XXI: Cosmologie (1944).
  - Tome XXII: Supplément à la correspondance. Varia. Biographie de Chr. Huygens. Catalogue de la vente des livres de Chr. Huygens (1950).

### Первинні джерела
- Твори Christiaan Huygens у проєкті «Гутенберг»:
  - C. Huygens (translated by Silvanus P. Thompson, 1912), Treatise on Light; Errata.
- Твори та інформація про Християн Гюйгенс у Інтернет-архіві
- Clerke, Agnes Mary (1911). Huygens, Christiaan . // Encyclopædia Britannica (англ.). Т. 14 (вид. 11-те). с. 21—22.
- De Ratiociniis in Ludo Aleae or The Value of all Chances in Games of Fortune, 1657 Christiaan Huygens's book on probability theory. An English translation published in 1714. Text pdf file.
- Horologium oscillatorium (German translation, pub. 1913) or Horologium oscillatorium (English translation by Ian Bruce) on the pendulum clock
- ΚΟΣΜΟΘΕΩΡΟΣ (Cosmotheoros). (English translation of Latin, pub. 1698; subtitled The celestial worlds discover'd: or, Conjectures concerning the inhabitants, plants and productions of the worlds in the planets.)
- C. Huygens (translated by Silvanus P. Thompson), Traité de la lumière or Treatise on light, London: Macmillan, 1912, archive.org/details/treatiseonlight031310mbp; New York: Dover, 1962; Project Gutenberg, 2005, gutenberg.org/ebooks/14725; Errata
- Systema Saturnium 1659 text a digital edition of Smithsonian Libraries
- On Centrifugal Force (1703)
- Huygens's work at WorldCat [Архівовано 23 жовтня 2020 у Wayback Machine.]
- Кореспонденція Християна Гюйгенса в EMLO
- Christiaan Huygens biography and achievements
- Portraits of Christiaan Huygens
- Книги Гюйгенса в Бібліотеці Лінди Голл:
  - (1659) Systema Saturnium (лат.)
  - (1684) Astroscopia compendiaria (лат.)
  - (1690) Traité de la lumiére (фр.)
  - (1698) ΚΟΣΜΟΘΕΩΡΟΣ, sive De terris cœlestibus [Архівовано 3 жовтня 2020 у Wayback Machine.] (лат.)

### Музеї
- Huygensmuseum Hofwijck in Voorburg, Netherlands, where Huygens lived and worked.
- Huygens Clocks [Архівовано 29 вересня 2007 у Wayback Machine.] exhibition from the Science Museum, London
- Online exhibition on Huygens in Leiden University Library (нід.)

### Інше
- Джон Дж. О'Коннор та Едмунд Ф. Робертсон. Християн Гюйгенс в архіві MacTutor (англ.)
- Huygens and music theory Huygens–Fokker Foundation — on Huygens's 31 equal temperament and how it has been used
- Christiaan Huygens on the 25 Dutch Guilder banknote of the 1950s. [Архівовано 13 грудня 2011 у Wayback Machine.]
- Християн Гюйгенс(англ.) у проєкті «Математична генеалогія».